# フレンスドルフ
フレンスドルフ (ドイツ語: Frensdorf) は、ドイツ連邦共和国バイエルン州オーバーフランケン行政管区のバンベルク郡に属す町村（以下、本項では便宜上「町」と記述する）。

## 地理
この自治体は、バンベルクの南、ラウーエ・エーブラハ川下流域沿いに位置している。

### 自治体の構成
この町は、公式には14の地区 (Ort) からなる。このうち孤立農場などを除く集落を以下に列記する。
| - アプツドルフ - ビルカハ - エラースドルフ - フレンスドルフ - ヘルンスドルフ - オーバーグロイト | - ロインドルフ - シュリュッセラウ - ウンターグロイト - フォラ - ヴィンガースドルフ |

## 歴史
アーベンベルクの領主は、12世紀にフレンスドルフをバンベルク地方の所領の行政管理中心地とした。1190年頃にバンベルク司教領に属すアンデクス＝メラニエン伯の代官が引き継ぎ、1803年の帝国代表者会議主要決議までは、そのフレンスドルフ所領となっていた。それ以来この村はバイエルン領となった。

### 人口推移
この地域の人口は、1970年 3,042人、1987年 3,541人、2000年 4,697人、さらに2006年には4,687人であった。

## 行政
首長は、ヤコーブス・ケッツナー (Aktive Wählerliste)。

## 引用
1. ↑  https://www.statistikdaten.bayern.de/genesis/online?operation=result&code=12411-003r&leerzeilen=false&language=de Genesis-Online-Datenbank des Bayerischen Landesamtes für Statistik Tabelle 12411-003r Fortschreibung des Bevölkerungsstandes: Gemeinden, Stichtag (Einwohnerzahlen auf Grundlage des Zensus 2011)
2. ↑  Bayerische Landesbibliothek Online